# Středočeská tabule
Středočeská tabule je geomorfologická oblast (též podsoustava) v jižní části České tabule, rozkládající se podél řek Labe, Jizera a Ohře. Zaujímá části krajů Středočeského, Ústeckého, Pardubického, Královéhradeckého, Libereckého, Vysočiny a Prahy. Nejvyšším bodem oblasti je hora Říp.

## Charakter území
Tabule je složená převážně ze subhorizontálně uložených slínovcových, méně pískovcových hornin české křídové pánve. Představuje sedimentární strukturní stupňovinu, v okrajových částech neotektonicky porušenou, s rozsáhlými strukturně denudačními plošinami, kryopedimenty, erozně denudačními kotlinami s převládajícím fluviálním (říčním) a eolickým (větrným) akumulačním povrchem. Vývoj povrchových tvarů určil tok Labe, vyznačující se spolu s dolními toky přítoků četnými změnami ve směrech řečišť během čtvrtohor.

## Geomorfologické členění
Oblast Středočeská tabule (dle značení Jaromíra Demka VIB) se člení dále na tyto celky a podcelky:
- VIB–1 Dolnooharská tabule
  - VIB–1A Hazmburská tabule – Hazmburk (418 m n. m.)
  - VIB–1B Řipská tabule – Říp (461)
  - VIB–1C Terezínská kotlina – Mrchový kopec (211)

- VIB–2 Jizerská tabule
  - VIB–2A Středojizerská tabule – Rokytská horka (410)
  - VIB–2B Dolnojizerská tabule – střední výška 236

- VIB–3 Středolabská tabule
  - VIB–3A Nymburská kotlina – Oškobrh (287)
  - VIB–3B Čáslavská kotlina – střední výška 245
  - VIB–3C Mělnická kotlina – Dřínov (247)
  - VIB–3D Mrlinská tabule – Ostrá hůrka (278)
  - VIB–3E Českobrodská tabule – střední výška 243[1]

## Fotogalerie

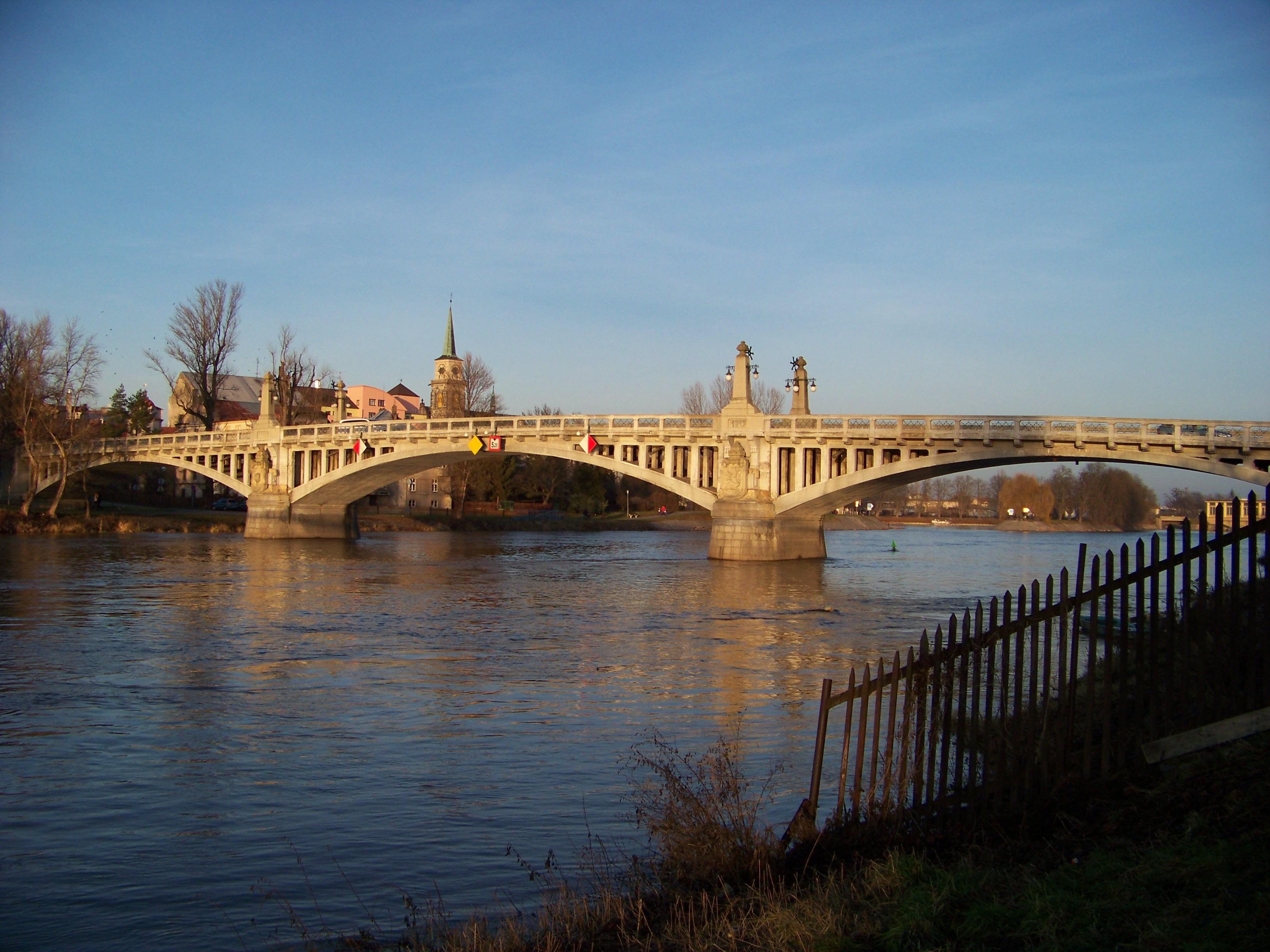
Labe a Silniční most v Nymburku
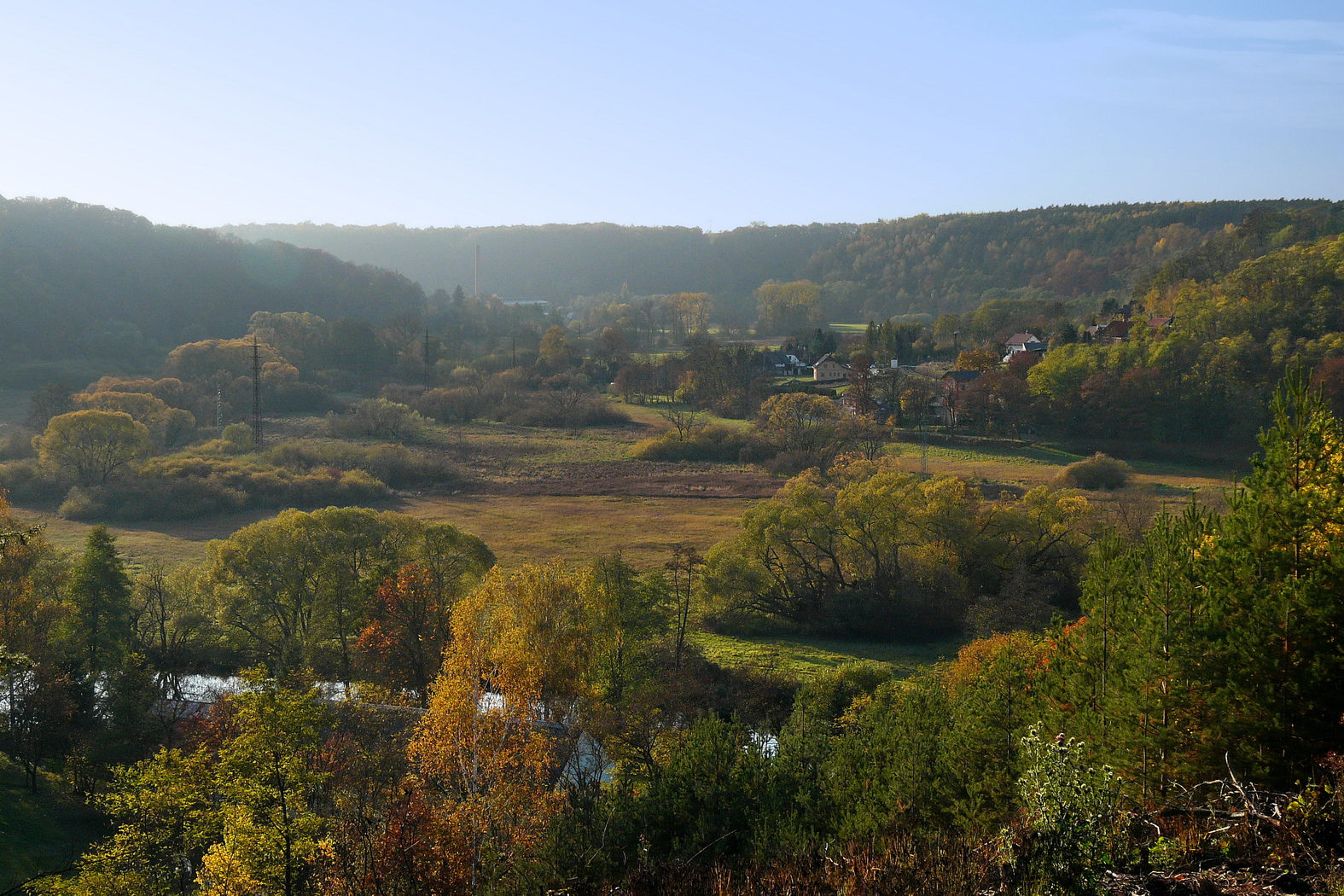
Údolí Jizery u Dalešic z Bouče